# 副指揮
副指揮就官職言，亦可稱為副指揮使。是中國古代負責軍事調度的次長級文官職稱。在清朝，此官職品等為正七品，屬兵部的兵馬司。1910年代，清朝滅亡後，該官職廢除。